# Predlitz-Turrach
Predlitz-Turrach est une ancienne commune autrichienne du district de Murau en Styrie. Depuis 2015 elle se nomme Stadl-Predlitz.